# Pedro José Díaz
Pedro José Díaz, (Mendoza, Virreinato del Río de la Plata, mayo de 1800 - Buenos Aires, Argentina, diciembre de 1857) fue un militar argentino, que perteneció al Ejército de los Andes y participó en la guerra del Brasil. Posteriormente participó en las guerras civiles argentinas, generalmente del lado del partido unitario, aunque combatió en la batalla de Caseros en las filas de Juan Manuel de Rosas.

## El Ejército de los Andes
Hijo de un militar, se enroló como soldado en el Regimiento de Granaderos a Caballo fundado por José de San Martín, y a principios de 1814 fue enviado al Ejército del Norte. No participó de las campañas al Alto Perú, pero a fines de 1816 tomó parte en la campaña para aplastar la sublevación de Juan Francisco Borges en Santiago del Estero. Luego formó en el ejército que, al mando de Eustoquio Díaz Vélez, hizo la campaña contra los federales de la provincia de Santa Fe.
Se unió en 1816 al Ejército de los Andes e hizo la campaña de Chile, combatiendo en la batalla de Chacabuco, en la campaña del sur de Chile, en la sorpresa de Cancha Rayada —luego de la cual se destacó reuniendo soldados dispersos— y en la batalla de Maipú. Después de esa batalla fue ascendido al grado de capitán; hasta entonces sólo era sargento.
Hizo la campaña del Perú, combatiendo en Ica, en la toma de Lima —según sus memorias, fue el primer oficial patriota en entrar en la ciudad— y en la desastrosa campaña de Puertos Intermedios. En la sublevación del Callao, en que varios cuerpos se pasaron a los realistas, fue tomado prisionero y enviado a Puno, cerca del límite con el Alto Perú. Huyó con la ayuda de sus carceleros a fines de 1824, poco después de la batalla de Ayacucho.
De regreso a Buenos Aires, se incorporó al ejército para la guerra del Brasil. Reconocido con el grado de teniente coronel, combatió en la batalla de Ituzaingó, tras la cual se le dio el grado de coronel de infantería.

## Las guerras civiles
Regresó a Buenos Aires con el general Juan Lavalle a cuyas órdenes participó en la revolución con que éste derrocó al gobernador Manuel Dorrego, y participó en las batallas de Navarro y Puente de Márquez.
Tras la derrota a manos de Juan Manuel de Rosas, se exilió en Montevideo, siguiendo a Lavalle. Allí se dedicó al comercio, apartado completamente de la actividad militar, hasta el año 1837, en que se unió con su jefe a la revolución de Fructuoso Rivera, combatiendo a sus órdenes en la batalla de Palmar.
Participó de la invasión de Lavalle a Entre Ríos en 1839 y combatió en la batalla de Yeruá. Fue jefe de una división del ejército de la provincia de Corrientes, y tuvo una destacada actuación en la batalla de Don Cristóbal.
Continuó con el ejército la invasión a la provincia de Buenos Aires, y la retirada desde allí hacia el norte. En la captura de la ciudad de Santa Fe fue el jefe que logró la rendición del jefe de la defensa, general Eugenio Garzón. Posteriormente salvó la vida de ese general, cuando Lavalle, a petición de los oficiales uruguayos de su ejército, pretendió ejecutarlo.
Cuando Lavalle se retiró en dirección a la provincia de Córdoba, participó en la batalla de Quebracho Herrado. Durante el transcurso de la misma, debió contener con sus fuerzas de infantería las cargas de la división del general Ángel Pacheco. Pese a la orden terminante del ayudante del general Lavalle de retirarse, abandonando a sus hombres, respondió: 

"Dígale al general Lavalle que, donde mueren sus hombres, muere el coronel Díaz."

Tras perder la mitad de sus hombres, fue tomado prisionero junto a sus soldados; tomando un gran riesgo sobre su vida, se aseguró que no hubiera represalias de los vencedores sobre ellos. Sus vencedores respetaron el acto heroico de Díaz, en una batalla tras la cual varios oficiales unitarios fueron ejecutados.

## Caseros
Pasó los siguientes años prisionero en el cuartel de Santos Lugares. Temió especialmente por su vida en el año 1842, en que las represalias sobre los unitarios costaron decenas de muertes, pero logró ser trasladado a la ciudad de Buenos Aires a fines de ese año.
Fue liberado en 1849, reincorporado al ejército y reconocido en su grado militar. Se había hecho amigo del coronel Antonino Reyes, jefe del campamento de Santos Lugares, que intercedió por él.
En 1851, al saber que el Ejército Grande de Justo José de Urquiza, avanzaba hacia Buenos Aires aliado con el Imperio del Brasil, se unió espontáneamente al ejército de Rosas, sin ocultar en ningún momento su pertenencia convencida al partido unitario.
En la batalla de Caseros, Rosas le dio el mando de la fuerza más importante de la infantería, con base central en la casona y palomar de Caseros. Se destacó por la valentía demostrada en el combate, y —a pesar de las sucesivas defecciones de las divisiones del ejército federal— se mantuvo en el frente de batalla hasta el final de la misma. Solamente cuando el jefe de la artillería, coronel Martiniano Chilavert —otro unitario decidido, que había sido el jefe del estado mayor de Lavalle en 1839— se quedó sin municiones, abandonó sus posiciones ya inútiles para salvar la vida de sus soldados.
Los dos últimos jefes en rendirse fueron Díaz y Chilavert. Este último fue ejecutado al día siguiente, por decisión de Urquiza. Díaz tuvo más suerte, ya que varios amigos unitarios intercedieron por él, a pesar de que era generalmente considerado enemigo personal de Urquiza. Apenas conseguida su libertad, consiguió el indulto para el coronel Reyes.

## El Estado de Buenos Aires
Fue nombrado capitán del puesto de Buenos Aires y participó en la revolución unitaria del 11 de septiembre. Fue ministro de guerra del gobernador Manuel Guillermo Pinto durante el sitio de Buenos Aires por el federal Hilario Lagos, con resultados brillantes.
Tras la muerte de Pinto y el final del sitio, se retiró a la vida privada, especialmente ofendido por el juicio contra Reyes, en que se pretendía condenarlo a muerte.
En 1856 fue nombrado nuevamente jefe de Estado Mayor del Estado de Buenos Aires. Enfermó gravemente por haberse expuesto al sol muchas horas, al concurrir al sepelio de su amigo de la época de la campaña del Perú, el coronel José Melián.
Falleció en Buenos Aires en diciembre de 1857. Esta enterrado en el Cementerio de la Recoleta.

## Homenaje
Una de las calles que ha generado mayores intrigas entre los historiadores es la avenida Coronel Díaz, de la Ciudad de Buenos Aires, especialmente desde que en el año 1894 una ordenanza municipal modificó el nombre primitivo del camino vecinal conocido simplemente como Coronel. Aludía, en sus orígenes, el propietario de buena parte de los terrenos de esa zona palermitana, un tal Felipe Coronell, a quien le quitaron la última letra de su apellido. 
En 1895, ya con Emilio V. Bunge como intendente, fueron colocadas las chapas con la nueva nomenclatura, que conserva desde entonces, pero sin especificar a qué militar argentino se honraba. La confusión empezó a ser mayúscula porque había trece coroneles Díaz de actuación notoria en el pasado que ameritaban esa distinción en el Ejército Argentino. 
Una obra editada por el Instituto Histórico de la Municipalidad, se encargó de disipar las incógnitas con respecto a esta arteria que nace en la calle Soler al 1400 y llega hasta Avenida del Libertador. El nombre completo del homenajeado es efectivamente Pedro José Díaz, nacido en Mendoza el 19 de marzo de 1801.